# برتونيلة أليفة الأحراج
برتونيلة أليفة الأحراج (الاسم العلمي:Bartonella silvicola) هي نوع من البكتيريا تتبع جنس البرتونيلة من فصيلة البارتونيلات.